# North Somerset
Il North Somerset è un'autorità unitaria del Somerset, Inghilterra, Regno Unito, con sede a Weston-super-Mare.
Nota come distretto di Woodspring prima del 1996, l'autorità fu creata con il Local Government Act 1972, il 1º aprile 1974 dalla fusione dei municipal borough di Weston-super-Mare col Distretto urbano di Clevedon, il Distretto urbano di Portishead, il Distretto rurale di Long Ashton e parte del Distretto rurale di Axbridge.

## Parrocchie civili
- Abbots Leigh
- Backwell
- Banwell
- Barrow Gurney
- Blagdon
- Bleadon
- Brockley
- Burrington
- Butcombe
- Churchill
- Clapton-in-Gordano
- Cleeve
- Clevedon
- Congresbury
- Dundry
- Easton-in-Gordano
- Flax Bourton
- Hutton
- Kenn
- Kewstoke
- Kingston Seymour
- Locking
- Long Ashton
- Loxton
- Nailsea
- Portbury
- Portishead and North Weston
- Puxton
- St. Georges
- Tickenham
- Walton in Gordano
- Weston in Gordano
- Weston-super-Mare
- Wick St. Lawrence
- Winford
- Winscombe and Sandford
- Wraxall and Failand
- Wrington
- Yatton